# Polycirrus eous
Polycirrus eous är en ringmaskart som beskrevs av Annenkova-Chlopina 1924. Polycirrus eous ingår i släktet Polycirrus och familjen Terebellidae. Inga underarter finns listade i Catalogue of Life.